# بوب فلورنسا
بوب فلورنسا (بالإنجليزية: Bob Florence)‏ هو عازف جاز وعازف بيانو أمريكي، ولد في 20 مايو 1932 في لوس أنجلوس في الولايات المتحدة، وتوفي في 15 مايو 2008 في ثاوزند أوكس في الولايات المتحدة بسبب ذات الرئة.

## وصلات خارجية
- بوب فلورنسا على موقع IMDb (الإنجليزية)
- بوب فلورنسا على موقع ميوزك برينز (الإنجليزية)
- بوب فلورنسا على موقع أول ميوزيك (الإنجليزية)
- بوب فلورنسا على موقع ديسكوغز (الإنجليزية)